# Lucy Cohu
Lucy Ann Cohu, född 2 oktober 1968 i Wiltshire, är en brittisk skådespelare. Cohu har bland annat medverkat i Gosford Park, En ung Jane Austen och Torchwood.

## Filmografi i urval
- 1993 – Agatha Christie's Poirot (TV-serie)
- 1996 – The Ruth Rendell Mysteries (TV-serie)
- 1997 – Rebecca (Miniserie)
- 1999 – RKO 281 (TV-film)
- 2001 – Gosford Park
- 2002 – The Real Jane Austen (TV-film)
- 2003 – Sweet Medicine (TV-serie)
- 2004 – The Bill (TV-serie)
- 2005 – The Queen's Sister (TV-film)
- 2007 – En ung Jane Austen
- 2008 – Agatha Christie's Marple (TV-serie)
- 2009 – Torchwood (TV-serie)
- 2010 – Morden i Midsomer (TV-serie)
- 2011 – The Awakening
- 2012 – Upstairs Downstairs
- 2012 – Kommissarie Lewis (TV-serie)
- 2015 – Broadchurch (TV-serie)
- 2019 – Summer of Rockets (TV-serie)
- 2020 – Cobra (TV-serie)